# ビス(ジチオベンジル)ニッケル(II)
ビス(ジチオベンジル)ニッケル(II)（英語: bis(dithiobenzil)nickel(II)）または、ニッケルビス(スチルベンジチオレート)ニッケル（英語: nickel bis(stilbenedithiolate)）は、化学式が Ni(S2C2Ph2)2 (Ph = フェニル基) で表される錯体である。黒色の固体で、トルエン中では855 nmに強い吸収があるため緑色の溶液となる。この錯体は、ビス(ジチオレン)錯体または化学式 Ni(S2C2R2)2 (R = H, アルキル基, アリール基) のプロトタイプである。これらの錯体は染料として注目されている。 ジチオレンは非イノセント配位子であるため、学術的にも興味深い。骨格中のC-S結合とC-C結合の長さはそれぞれ1.71 Åと1.39 Åで、二重結合と単結合の中間である。

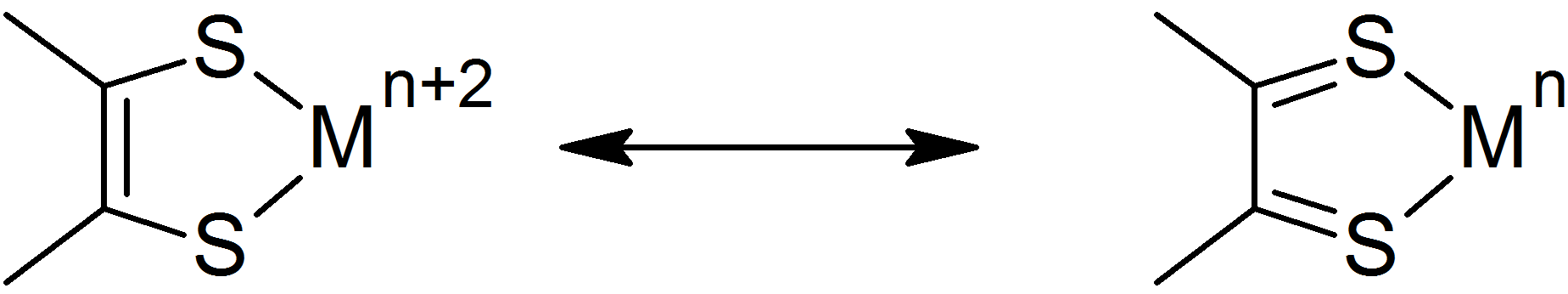
R_{2}C_{2}S_{2}M 環の共鳴構造

この錯体は、硫化ニッケル(II)をジフェニルアセチレンで処理することによって合成される。ニッケル塩を硫化ベンゾインで処理すると高収率で得られる。この錯体は配位子と反応して、Ni(S2C2Ph2)L2のモノジチオレン錯体を形成する。